# Повзик сибірський
Повзик сибірський (Sitta arctica) — вид горобцеподібних птахів родини повзикових (Sittidae).

## Таксономія
Традиційно таксон вважався підвидом повзика звичайного (Sitta europaea). У 2006 році, на основі морфологічних та молекулярних ознак, було визначено, що він повинен розглядатися як окремий вид. Він в середньому більший за звичайного повзика та відрізняється деякими морфологічними особливостями, такими як форма дзьоба, розмір кігтів та колір криючих крил. Відрізняється також вокалізацією. Крім того, у місцях, де їхній ареал перетинається, невідома гібридизація між двома видами. Самостійність виду визнав у 2008 році Міжнародний орнітологічний конгрес, а в 2012 році Британське орнітологічне товариство.

## Поширення
Вид поширений у Східному Сибіру. Мешкає у хвойних лісах на північний схід від озера Байкал до Берингового моря та Охотського моря, але не досягає морського узбережжя. На півдні його ареал перетинається з підвидом повзика звичайного Sitta europaea asiatica.

## Опис
Дрібний птах, завдовжки до 15 см, вагою приблизно 20 г. Верхня частина тіла синювато-сірого кольору, нижня — біла. Від основи дзьоба через око до потилиці проходить чорна смужка. Гузка червонувато-коричнева з білими цятками. Від повзика звичайного відрізняється такими ознаками: дзьоб тонший, довший і гостріший, лоральна смужка (лінія, що проходить чере око) тонша та коротша, верхня частина тіла темнішого забарвлення, коричневий колір гузки заходить більше на боки тіла, крила гостріші, загній кіготь більший у порівнянні з довжиною лапки.